# Hang Én

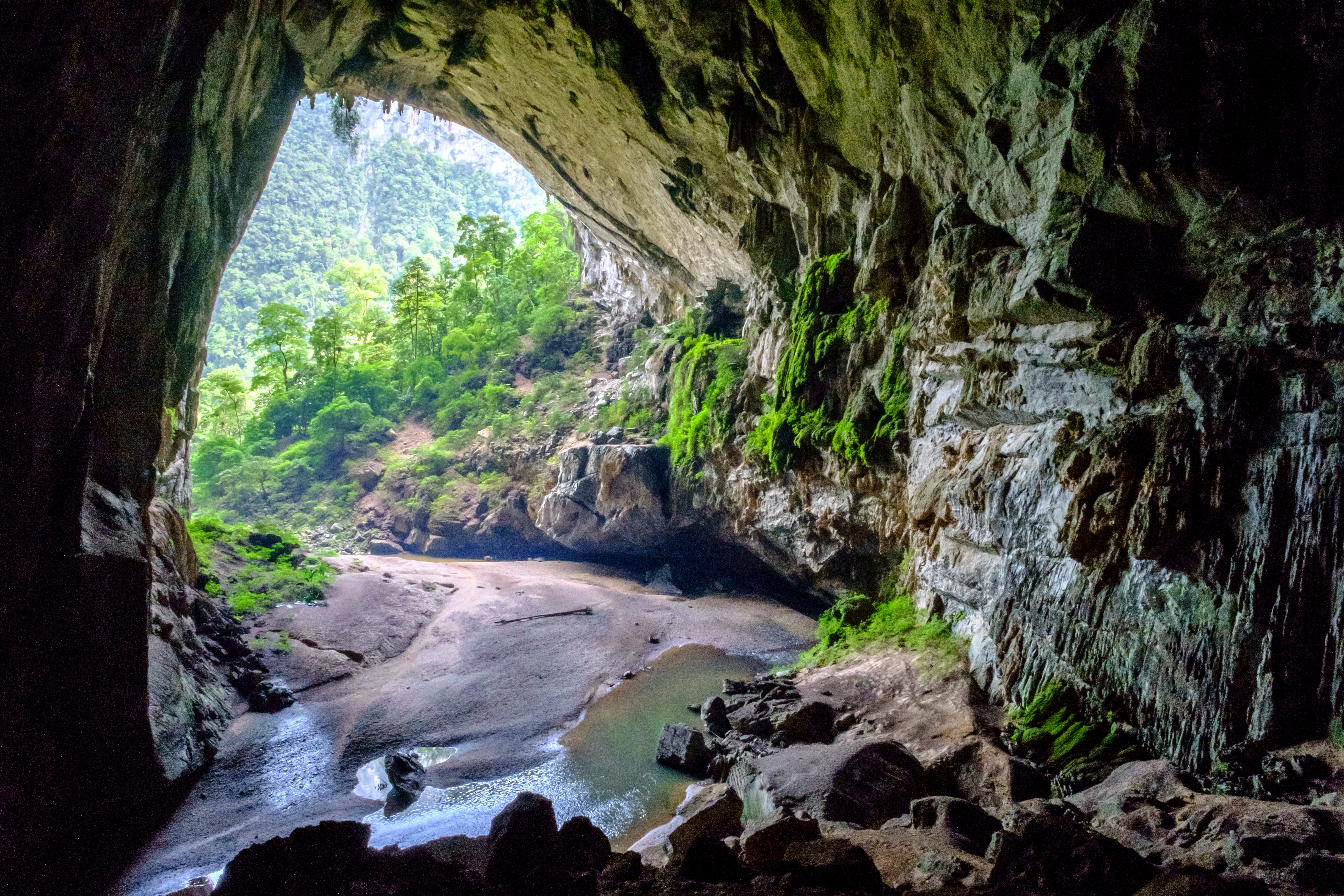
Cửa vào hang Én

Hang Én là một hang động nằm trong vườn quốc gia Phong Nha-Kẻ Bàng, tỉnh Quảng Bình, Bắc Trung Bộ, Việt Nam. Hang Én có chiều dài hơn 1,6 km, gồm 3 cửa. Trần hang có nơi cao 100 m, nơi rộng nhất 170 m. Đây là hang động lớn thứ 3 thế giới sau hang Sơn Đoòng (Việt Nam) và hang Deer (Malaysia). Trong lòng hang có con suối trong xanh chảy quanh co, uốn lượn dẫn đến núi Sơn Đoòng làm nên vẻ kì thú của thiên nhiên nơi đây. 

## Tên gọi
Tên gọi là hang én vì bên trong hang có nhiều én sinh sống làm tổ.

## Quảng bá
Hang Én cùng hang Sơn Đoòng được đưa lên chương trình truyền hình trực tiếp Good Morning America (Chào buổi sáng nước Mỹ) phát sóng lúc 6 giờ sáng 13/5/2015 (18 giờ cùng ngày, giờ Việt Nam), trong đó hang Én là nơi quay và thực hiện phát sóng. Hang Én cùng với quần thể di sản thế giới Tràng An và vịnh Hạ Long được Warner Brothers Feature Film chọn làm bối cảnh trong bộ phim Pan (tiếng Việt: Pan và vùng đất Neverland) năm 2015.